# Wheelerigobius maltzani
Wheelerigobius maltzani é uma espécie de peixe da família Gobiidae e da ordem Perciformes.

## Morfologia
- Os machos podem atingir 4,5 cm de comprimento total.[5][6]

## Habitat
É um peixe de clima tropical e demersal que vive entre 1-10 m de profundidade.

## Distribuição geográfica
É encontrado no Oceano Atlântico oriental: desde o Senegal até Gana e Annobón.

## Observações
É inofensivo para os humanos.